# Тахтамукайський район
Тахтамука́йський райо́н (рос. Тахтамука́йский райо́н; адиг. Тэхъутэмыкъуае къедзыгъуэ) — адміністративна одиниця Адигеї. Адміністративний центр — аул Тахтамукай.

## Історія
Утворений 2 вересня 1924 року у складі Адигейської автономної області Південно-Східного краю РРФСР.

## Демографія
Населення району становить 70 994 осіб (2012). Всього налічується 25 сільських населених пунктів і 2 смт: Енем і Яблоновський.

## Політика
Прокуратура Тахтамукайського району виявила п'ять фактів незаконної приватизації земельних ділянок. Бюджети місцевих муніципалітетів втратили при цьому один мільярд рублів.
Район межує із столицею Кубані, і ринкова ціна землі (а ділянки, що поплили на сторону, займають від одного до декількох гектарів) тут особливо висока. Всі операції оскаржені в Арбітражному суді республіки.

## Транспорт
Аул знаходиться на автошляху, що проходить з Майкопу до Краснодару, організовано автобусне сполучення.

## Адміністративно-територіальний поділ
| Міське поселення   | Населені пункти*                                                                                         |
| ------------------ | --- |
| Енемське           | - селище міського типу Енем - селище Дружний - аул Новобжегокай - хутір Новий Сад - хутір Суповський     |
| Яблоновське        | - селище міського типу Яблоновський - селище Новий - селище Перекатний                                   |
| Сільське поселення | |
| Афіпсипське        | - аул Афіпсип - селище Кубаньстрой - аул Панахес - аул Псейтук - аул Хаштук                              |
| Козетське          | - аул Козет                                                                                              |
| Старобжегокайське  | - аул Старобжегокай - селище Нова Адигея - хутір Хомути                                                  |
| Тахтамукайське     | - аул Тахтамукай - хутір Апостоліді - аул Натухай - селище Отрадний - селище Прикубанський - селище Супс |
| Шенджийське        | - аул Шенджий - хутір Красноармійський - хутір Новомогильовський - хутір Старомогильовський              |

*Адміністративні центри вказані товстівкою